# No-One but You (Only the Good Die Young)
«No-One but You (Only the Good Die Young)» (с англ. — «Никто, кроме тебя (Только лучшие умирают молодыми)») — песня, созданная и записанная тремя участниками британской рок-группы Queen после смерти её фронтмена — вокалиста Фредди Меркьюри.
Это единственная песня, записанная группой после смерти Фредди без привлечения других артистов. Вокальную партию исполнили гитарист Брайан Мэй (автор песни) и барабанщик Роджер Тейлор. Это последняя студийная запись бас-гитариста Джона Дикона, который после 1997 года принял решение отойти от дел группы и уйти из шоу-бизнеса.
Песня вышла в свет в двух вариантах: в качестве закрывающей композиции альбома Queen Rocks, а также отдельным синглом. На песню был снят видеоклип.

## История создания
Импульсом к созданию песни стал визит Брайана Мэя в Монтрё в 1996 году, где была открыта статуя в честь Фредди Меркьюри. По внутреннему наполнению композиция представляет собой «посвящение» яркой и так внезапно прервавшейся жизни Фредди Меркьюри.
Она была написана для задуманного Брайаном Мэем нового сольного проекта, который был реализован им в дальнейшем в качестве альбома Another World. Интересно, что в самом начале работы над песней Мэй выслал демозапись Тейлору, который положил её в ящик и забыл о ней. Позднее он прослушал материал и решил, что песня может зазвучать в ином качестве — как песня группы Queen. Он внёс предложение замедлить темп песни и частично изменить текст, чтобы внимание слушателя не заострялось только на теме смерти Меркьюри. Это, в конечном итоге, позволило расширить смысл песни, придав ей новую глубину.

## Другие версии песни
В 2004 году Брайан Мэй работает с актрисой театра Керри Эллис над другим вариантом «No-One but You», который предназначается для исполнения песни в рамках мюзикла «We Will Rock You». В мюзикле Керри Эллис исполняет её после того, как представители богемы выкрикивают имена музыкантов, умерших в расцвете лет. Эта версия песни доступна для скачивания на официальном сайте группы Queen.

## Список композиций
| №                   | Название                                             | Длительность |
| ------------------- | ---------------------------------------------------- | ------------ |
| 1.                  | «No-One but You (Only the Good Die Young)»           | 4:14         |
| 2.                  | «Tie Your Mother Down» (single version)              | 3:46         |
| 3.                  | «We Will Rock You» (The Rick Rubin 'Ruined' remix)   | 5:00         |
| 4.                  | «Gimme the Prize» (instrumental remix for 'The Eye') | 4:02         |
| Общая длительность: | Общая длительность:                                  | 16:36        |

В некоторых странах «Tie Your Mother Down» заменяла «Princes of the Universe».

## Участники записи
- Брайан Мэй — вокал, бэк-вокал, клавишные, гитара
- Роджер Тейлор — вокал, бэк-вокал, ударные
- Джон Дикон — бас-гитара

Приглашённые музыканты:
- Фли — бас-гитара в «We Will Rock You (The Rick Rubin 'Ruined' remix)»
- Чад Смит — ударные в «We Will Rock You (The Rick Rubin 'Ruined' remix)»